# Gołuń (województwo pomorskie)
Gołuń (kaszb. Gòluń lub Gòłuniô, niem. Golluhn) – osada w północnej Polsce położona w województwie pomorskim, w powiecie kościerskim, w gminie Kościerzyna na terenie Wdzydzkiego Parku Krajobrazowego wśród lasów i nad jeziorem Gołuń. Wchodzi w skład sołectwa Wdzydze.
W latach 1975–1998 miejscowość administracyjnie należała do województwa gdańskiego.
W Gołuniu znajduje się kilka ośrodków wypoczynkowych. Miejscowość stanowi węzeł szlaków turystycznych: czerwonego Kaszubskiego, niebieskiego im. Izydora Gulgowskiego, zielonego Kamiennych Kręgów i czarnego Wdzydzkiego.